# العلاقات الآيسلندية اللبنانية
العلاقات الآيسلندية اللبنانية هي العلاقات الثنائية التي تجمع بين آيسلندا ولبنان.

## مقارنة بين البلدين
هذه مقارنة عامة ومرجعية للدولتين:
| وجه المقارنة                                              | آيسلندا          | لبنان                                                                |
| --------------------------------------------------------- | ---------------- | -------------------------------------------------------------------- |
| المساحة (كم2)                                             | 103.00 ألف       | 10.45 ألف                                                            |
| عدد السكان (نسمة)                                         | 317.35 ألف       | 6.10 مليون                                                           |
| الكثافة السكانية (ن./كم²)                                 | 3.08             | 583.73                                                               |
| العاصمة                                                   | ريكيافيك         | بيروت                                                                |
| اللغة الرسمية                                             | اللغة الآيسلندية | اللغة العربية، لغة فرنسية                                            |
| العملة                                                    | كرونة آيسلندية   | ليرة لبنانية                                                         |
| الناتج المحلي الإجمالي (بليون دولار)                      | 23.91 مليار      | 51.84 مليار                                                          |
| الناتج المحلي الإجمالي (تعادل القوة الشرائية) بليون دولار | 15.79 مليار      | 81.54 مليار                                                          |
| الناتج المحلي الإجمالي الاسمي للفرد دولار أمريكي          | 50.17 ألف        | 8.05 ألف                                                             |
| الناتج المحلي الإجمالي للفرد دولار أمريكي                 | 46.55 ألف        | 17.46 ألف                                                            |
| مؤشر التنمية البشرية                                      | 0.899            | 0.769                                                                |
| رمز المكالمات الدولي                                      | +354             | +961                                                                 |
| رمز الإنترنت                                              | .is              | .lb                                                                  |
| المنطقة الزمنية                                           | 00، أوروبا/لندن ‏ | ت ع م+02:00، ت ع م+03:00، توقيت شرق أوروبا، توقيت شرق أوروبا الصيفي ‏ |

## منظمات دولية مشتركة
يشترك البلدان في عضوية مجموعة من المنظمات الدولية، منها:
| علم المنظمة | اسم المنظمة                               | تاريخ انضمام آيسلندا | تاريخ انضمام لبنان |
| ----------- | ----------------------------------------- | -------------------- | ------------------ |
|             | مؤسسة التنمية الدولية                     | 19 مايو 1961         | 10 أبريل 1962      |
|             | يونسكو                                    | 8 يونيو 1964         | 4 نوفمبر 1946      |
|             | وكالة ضمان الاستثمار متعدد الأطراف        | 25 سبتمبر 1998       | 19 أكتوبر 1994     |
|             | الأمم المتحدة                             | 19 نوفمبر 1946       | 24 أكتوبر 1945     |
|             | الاتحاد البريدي العالمي                   | ?                    | ?                  |
|             | البنك الدولي للإنشاء والتعمير             | 27 ديسمبر 1945       | 14 أبريل 1947      |
|             | الاتحاد الدولي للاتصالات                  | 1 أكتوبر 1906        | 12 يناير 1924      |
|             | منظمة حظر الأسلحة الكيميائية              | ?                    | ?                  |
|             | مؤسسة التمويل الدولية                     | 20 يوليو 1956        | 28 ديسمبر 1956     |
|             | المركز الدولي لتسوية المنازعات الاستشارية | 14 أكتوبر 1966       | 25 أبريل 2003      |
|             | منظمة الشرطة الجنائية الدولية             | ?                    | ?                  |

## وصلات خارجية
- موقع وزارة الخارجية الآيسلندية